# AS Port-Louis 2000
Die Association Sportive Port-Louis 2000 ist ein mauritischer Fußballverein aus der Stadt Port Louis. Aktuell spielt der Verein in der ersten Liga.

## Geschichte
Der Verein wurde 2000 gegründet. Der in der obersten mauritischen Liga spielende Verein konnte bisher sechsmal die Meisterschaft, dreimal den Pokalsieg und viermal den Mauritian Republic Cup gewinnen.

## Stadion
Seine Heimspiele trägt er in Port Louis im 5000 Zuschauer fassenden St. François Xavier Stadium aus.

## Erfolge
- Mauritischer Meister: 2002, 2003, 2003/04, 2004/05, 2011, 2015/16
- Mauritischer Pokalsieger: 2002, 2005, 2017
- Mauritischer Republikpokal: 2001, 2004, 2005, 2013/14

## Statistik in den CAF Wettbewerben
| Jahr | Wettbewerb           | Runde        |
| ---- | -------------------- | ------------ |
| 2003 | CAF Champions League | Zweite Runde |
| 2004 | CAF Champions League | Erste Runde  |
| 2005 | CAF Champions League | Vorrunde     |
| 2006 | CAF Champions League | Zweite Runde |

## Trainer
| Trainer            | von          | bis           |
| ------------------ | ------------ | ------------- |
| Joe Tshupula Kande | 1. Juli 2012 | 30. Juni 2013 |